# Französische Leichtathletik-Hallenmeisterschaften 2023
Die 52. Französischen Leichtathletik-Hallenmeisterschaften wurden am 18. und 19. Februar im Stadium Jean-Pellez in Aubière ausgetragen.

## Medaillengewinner

### Männer
| Disziplin      | Gold                 | Leistung       | Silber                  | Leistung       | Bronze             | Leistung       |
| -------------- | -------------------- | -------------- | ----------------------- | -------------- | ------------------ | -------------- |
| 60 m           | Jeff Erius           | 6,62 s NU20R   | Méba-Mickaël Zézé       | 6,63 s PB      | William Aguessy    | 6,64 s PB      |
| 200 m          | Hachim Maaroufou     | 21,02 s PB     | Harold Achi-Yao         | 21,04 s PB     | Paul Tritenne      | 21,04 s PB     |
| 400 m          | Gilles Biron         | 46,11 s PB     | Muhammad Kounta         | 46,28 s PB     | Téo Andant         | 46,63 s PB     |
| 800 m          | Benjamin Robert      | 1:47,84 min    | Clément Dhainaut        | 1:48,36 min    | Corentin Le Clezio | 1:49,42 min    |
| 1500 m         | Azeddine Habz        | 3:40,93 min    | Louis Gilavert          | 3:41,37 min    | Benoît Campion     | 3:41,66 min    |
| 3000 m         | Bastien Augusto      | 7:57,56 min    | Simon Denissel          | 7:58,22 min    | Romain Mornet      | 7:58,89 min    |
| 60 m Hürden    | Just Kwaou-Mathey    | 7,53 s PB      | Pascal Martinot-Lagarde | 7,58 s         | Dimitri Bascou     | 7,58 s SB      |
| Hochsprung     | Matthieu Tomassi     | 2,15 m SB      | Raphaël Moudoulou       | 2,15 m PB      | Kristen Biyengui   | 2,12 m         |
| Stabhochsprung | Alioune Sene         | 5,60 m SB      | Valentin Lavillenie     | 5,60 m         | Thibaut Collet     | 5,60 m         |
| Weitsprung     | Jean-Pierre Bertrand | 7,83 m SB      | Jules Pommery           | 7,74 m         | Romain Didelot     | 7,72 m SB      |
| Dreisprung     | Benjamin Compaoré    | 16,95 m SB     | Kevin Drila             | 15,93 m        | Enzo Hodebar       | 15,87 m        |
| Kugelstoßen    | Stephen Mailagi      | 19,07 m PB     | Yann Moisan             | 18,28 m PB     | Alexandre Henrat   | 17,12 m SB     |
| Siebenkampf    | Makenson Gletty      | 6090 Punkte PB | Téo Bastien             | 5744 Punkte PB | Bastien Auzeil     | 5723 Punkte SB |

### Frauen
| Disziplin      | Gold                  | Leistung       | Silber                 | Leistung       | Bronze                | Leistung       |
| -------------- | --------------------- | -------------- | ---------------------- | -------------- | --------------------- | -------------- |
| 60 m           | Cynthia Leduc         | 7,25 s SB      | Mallory Leconte        | 7,33 s         | Ange Hilary Gode      | 7,34 s PB      |
| 200 m          | Maroussia Paré        | 23,49 s SB     | Orane Doumbé           | 23,62 s PB     | Marie-Ange Rimlinger  | 23,92 s        |
| 400 m          | Camille Séri          | 52,48 s PB     | Louise Maraval         | 52,85 s PB     | Marjorie Veyssiere    | 53,01 s PB     |
| 800 m          | Charlotte Pizzo       | 2:05,59 min    | Léna Kandissounon      | 2:05,82 min    | Agathe Guillemot      | 2:05,97 min    |
| 1500 m         | Bérénice Cleyet-Merle | 4:15,41 min    | Sarah Madeleine        | 4:15,78 min    | Anaïs Bourgoin        | 4:17,32 min PB |
| 3000 m         | Alice Finot           | 9:05,08 min    | Aude Clavier           | 9:13,51 min    | Leila Hadji           | 9:14,29 min    |
| 60 m Hürden    | Laëticia Bapté        | 7,95 s SB      | Cyréna Samba-Mayela    | 7,98 s         | Judy Chalcou          | 7,99 s PB      |
| Hochsprung     | Solène Gicquel        | 1,92 m PB      | Nawal Meniker          | 1,92 m PB      | Juliette Perez        | 1,83 m         |
| Stabhochsprung | Margot Chevrier       | 4,61 m SB      | Ninon Chapelle         | 4,40 m         | Alix Dehaynain        | 4,40 m         |
| Weitsprung     | Tiphaine Mauchant     | 6,56 m         | Éloyse Lesueur-Aymonin | 6,41 m         | Rougui Sow            | 6,40 m SB      |
| Dreisprung     | Ilionis Guillaume     | 13,48 m        | Clémence Rougier       | 13,24 m SB     | Aminata Ndiaye        | 13,00 m SB     |
| Kugelstoßen    | Amanda Ngandu-Ntumba  | 16,10 m SB     | Christine Gavarin      | 15,73 m PB     | Naomie Wuta           | 15,40 m PB     |
| Fünfkampf      | Léonie Cambours       | 4603 Punkte PB | Célia Perron           | 4341 Punkte SB | Annaelle Nyabeu Djapa | 4326 Punkte    |